# Hans-Joachim Schulze
Pour les articles homonymes, voir Schulze.
Hans-Joachim Schulze, né le 3 décembre 1934 à Leipzig, est un musicologue allemand.

## Biographie
Hans-Joachim Schulze a étudié la musicologie et la germanistique à l'École supérieure de musique de Leipzig de 1952 à 1954 et à l'Université de Leipzig de 1954 à 1957. Il travaille aux Archives Bach de Leipzig depuis 1957.
En 1973, il a reçu le prix Hanns-Eisler (de) pour la publication de Documents sur l'influence de Jean-Sébastien Bach de 1750 à 1800.
En 1979, il est chargé à l'Université de Rostock des études sur la transmission de l'œuvre de Bach au XVIIIe siècle.
En 1993, il est nommé professeur honoraire à l'École supérieure de musique de Leipzig.
Entre 1975 et 2000, il a été rédacteur en chef de l'Annuaire de Bach avec Christoph Wolff.
Il a été le directeur des Archives Bach de Leipzig de 1992 à 2000.
En 2021, Hans-Joachim Schulze est récipiendaire de la médaille Bach de la ville de Leipzig.

## Publications
- Documents sur Bach Vol. I à III & V, Kassel et Leipzig 1963–72, 2007 (Vol. I / II avec Werner Neumann);
- Lettres de Johann Gottfried Walther, Leipzig 1987 (avec Klaus Beckmann);
- Recueil de Bach, Leipzig et Francfort s/ Main. 1986 et suivants (avec Christoph Wolff).
- Études sur la transmission de l'œuvre de Bach au XVIIIe siècle. (Leipzig, 1984)